# Bitwa pod Kyzikos (193)
Bitwa pod Kyzikos – starcie zbrojne, które miało miejsce w roku 193 n.e. między wojskami Septymiusza Sewera i Pescenniusza Nigra.
W roku 193 n.e. doszło do wybuchu wojny o władzę pomiędzy Septymiuszem Sewerem a Pesceniuszem Nigrem. Po zajęciu przez Sewera Rzymu, Niger zajął bez walki Bizancjum, chcąc zastąpić przeciwnikowi drogę do Azji. Siły Nigra liczyły 60–70 tys. ludzi, Sewer dysponował liczbą 50–60 tys. żołnierzy. Początkowo kampania przynosiła sukcesy wojskom Nigra, który wydzielił część oddziałów dowodzonych przez Aselliusza Emiliana (Asellius Emilianus) do walk na terenie Azji. Pod koniec roku oddziały wojsk Sewera dowodzone przez Tyberiusza Klaudiusza Kandidusa przedostały się do Azji podejmując marsz na Kyzikos. W rejonie miasta doszło do spotkania armii Emiliana i Kandydusa. W wyniku zaciętej bitwy wojska Sewera pobiły całkowicie przeciwnika, którego resztki uciekły z pola walki. Uciekającego z pola bitwy Emiliana schwytano i stracono z rozkazu legatów Sewera. Dzięki temu zwycięstwu wojska Sewera wkroczyły do Bitynii.